# Revoluția rusă din 1905
Revoluția rusă din 1905 a fost o mișcare antiguvernamentală, violentă fără țintă din întreg Imperiul Rus. Nu a fost o mișcare organizată sau controlată și nu a avut cauze sau scopuri unice.
Pentru cadrul general al evenimentelor, vezi și "Istoria Rusiei, 1892-1917".

## Circumstanțele generale
Deși revoltele și răscoalele au reprezentat fenomene obișnuite în Imperiul Rus, tulburările majore au fost rare în deceniile de dinaintea anului 1905. Nemulțumirile politice au apărut și au crescut în continuu de la controversata emancipare a iobagilor din 1861 făptuită de țarul Alexandru al II-lea. Emanciparea a fost incompletă, limitată din punct de vedere juridic și tehnic de despăgubirile pe care erau îndreptățiți să le primească dvorianstvo – nobili latifundiari și foști stăpâni de iobagi. Drepturile oamenilor de rând erau încă limitate de o serie de restricții și obligații care erau structurate rigid de către apartenanța la o clasă socială anume.
Emanciparea a fost doar una dintre schimbările guvernamentale, legale, sociale și economice care au început în deceniul al șaptelea al secolului al XIX-lea, care trebuia să imprime dezvoltarea imperiului, de la statutul de stat absolutist feudal la aceea de țară capitalistă cu o economie de piață. În timp ce aceste schimbări au liberalizat structurile economice, sociale și culturale, sistemul politic a rămas practic neschimbat. Încercările de reformă în domeniul politic au întâmpinat rezistența fermă a monarhiei și a birocrației. Chiar și consensul asupra dezvoltării era limitat. De exemplu, mai puțin de patruzeci de provincii aveau formate zemstvo (consilii locale), și aceasta la cincizeci de ani de la promulgarea legii care permitea alegerea acestor consilii. Speranțele tot mai mari, limitate de introducerea măsurilor progresiste insuficiente, au produs frustrări și, în cele din urmă, au produs revolte. Credința comună a celor care se revoltau era că obiectivul pământ și libertate nu putea să fie sadisfăcut decât prin revoluție.
Revoluționarii activi erau găsiți aproape în exclusivitate în rândul intelectualilor. Mișcare a fost cunoscută ca narodnicestvo, narodnicism sau populism revoluționar. Mișcarea narodnicilor nu a fost una a unui grup singular sau unit, ci mai degrabă o tendința a unui mare număr de grupuri separate radicale, fiecare dintre ele cu propriul program politic și economic. Rădăcinile ideologice revoluționare puteau fi găsite în lucrările de dinaintea abolirii iobăgiei ale aristocratului Alexandr Herzen despre socialismul european și colectivismul țăranilor slavi. Herzen considera că societatea rusă era încă pre-industrială și prezenta în mod idealist narodul și obșcina (obștele sătești) ca singurele baze ale schimbărilor revoluționare, de vreme ce, în acele timpuri, țării îi lipsea un proletariat industrial suficient de numeros și de organizat.
Alți gânditori au afirmat că țăranii ruși era o forță extrem de conservatoare, loiali numai propriilor familii, sate sau obști. Acești gânditori considerau că țăranii erau interesați numai de proprietatea lor funciară și că erau nepăsători, sau se oponeau democrației și liberalismului vest-european. Ideologii ruși de mai târziu au pus accentul pe o elită revoluționară, concept care și-a găsit aplicarea practica în Revoluția din Octombrie.
Pe 1 martie (stil vechi) 1881, Alexandru al II-lea a murit într-un antentat cu bombă pus la cale de către membrii organizației Narodnaia volia, o facțiune a celui de-al doilea partid Zemlia i volia. La tron i-a urmat țarul Alexandru al III-lea, un om profund conservator, care a fost puternic  influențat de Constantin Pobedonosțev, un a adept al guvernării autocrate.
În timpul domniei lui Alexandru al III-lea, poliția politică rusă, Ohrana, s-a dovedit foarte eficientă în înăbușirea în întreaga țară atât a mișcărilor revoluționare, cât și a celor proto-democratice. Ohranka a răvășit întreaga intelectualitate rusă prin condamnări la închisoare sau exiluri interne sau externe. Au fost luate măsuri legislative împotriva nerușilor și a credincioșilor altor culte decât ortodoxia rusă. Evreii ruși au avut de suferit în mod special. Intelectualii, nerușii și evreii au emigrat  în numerose cazuri pentru a scăpa de persecuții. Exodul intelectualilor ruși în occident i-a pus pe aceștia în contact cu marxismul. Primul grup marxist rus a fost format în 1884, deși nu a avut un număr semnificativ de membri până în 1898.
Într-un contrast izbitor cu stagnarea socială din deceniile al nouălea și și al zecelea al secolului al XIX-lea, a apărut un uriaș salt înainte al industrializării Rusiei, comparația făcându-se cu nivelurile tehnologice relativ scăzute ale țării în acele timpuri. Această creștere a fost accelerată de construirea căii ferate transsiberiene în ultimii ani ai secolului al XIX-lea și de reformele aduse de "sistemul Witte ". Serghei Witte, care a fost numit ministru de finanțe în 1892, a trebuit să facă față unui deficit bugetar constant. El a considerat că soluțiile problemei erau dezvoltarea economică și atragerea de investiții străine. În 1897 el a stabilit convertibilitatea rublei în aur.  Creșterea economică a fost concentrată în câteva regiuni, printre care Moscova, Sankt Peterburg, Kiev și Baku. Aproximativ o jumătate din capitalul investit era capital străin, iar prezența experților și antreprenorilor străini devenise vitală.
Până în 1905, grupurile revoluționare și-au revenit după loviturile primite cu zece ani în urmă. Partidul Social Democrat al Muncii din Rusia de orientare marxistă a fost fondat în 1898, pentru ca numai după cinci ani să se rupă în două facțiuni importante: a menșevicilor și a bolșevicilor. Vladimir Ulianov (Lenin)  a publicat în 1902 lucrarea Ce este de făcut?. Partidul Socialist Revoluționar (eserii) a fost fondat în Harkov în 1900, iar aripa sa militară, Organizația combatantă (Boevaia Organizațiia), s-a făcut vinovată de asasinarea a numeroase personalități politice până în 1905, dar și după acest an, printre care și doi miniștri ai internelor, Dmitri Sergheevici Sipiaghin în 1902 și succesorul lui, Viaceslav von Plehve, în 1904. Aceste asasinate au făcut guvernul să dea și mai multă putere poliției.
Războiul ruso-japonez, foarte popular la început, a devenit în scurtă vreme o sursă de nemulțumiri populare, odată ce au apărut primele insuccese majore militare. Țăranii nemulțumiți de inechitățile eliberării din iobăgie s-au răsculat în întreaga țară, dând foc la ferme. Creșterea economică din anii 1890-1900 s-a transformat în depresie, iar muncitorii au început să-și exprime din ce în ce mai puternic revendicările economice și politice. În 1903, o treime din armata imperială din vestul Rusiei era angajată în "acțiuni represive".
Țarul Nicolae al II-lea s-a suit pe tron în 1894. La fel ca și predecesorii săi, și el s-a opus cu îndărătnicie oricăror reforme politice.

## A fost revoluție?
Pe 9 ianuarie (stil vechi)/22 ianuarie (stil nou), în ziua cunoscută sub numele de "Duminica însângerată", a avut loc la Sankt Peterburg o mare demonstrație populară. Marșul de protest a fost dispersat în forță de cazaci, chiar în fața Palatului de Iarnă al țarului. Numărul victimelor variază de la o sursă la alta, dar este în general acceptată cifra de o mie de morți și răniți.
Acest eveniment a fost scânteia care a aprins revolta în societatea rusă. Fiecare grup protestatar avea propriile lui țeluri, chiar în cadrul aceleiași clase sociale, și fiecare lupta pentru atingerea obiectivelor fără nici o cooperare sau coordonare între nemulțumiți. Cele mai importante grupuri protestatare erau cele ale țăranilor (obiective economice), ale muncitorilor industriali (obiective economice și antiindustrialiste), ale intelectualilor și liberalilor (drepturi cetățenești), ale militarilor (obiective economice) și cele ale minorităților naționale (drepturi politice și culturale).
Situația economică a țăranilor era cumplită, dar fără să se bucure de o conducere unificată, fiecare grupuscul lupta pentru propriile lui obiective. Revoltele s-au răspândit în tot imperiul și s-au desfășurat pe toată durata anului 1905, având momente de maxim în timpul verii și al toamnei, culminând în noiembrie. Arendașii doreau chirii mai mici, angajații doreau salarii mai mari, iar proprietarii de pământ doreau suprafețe agricole mai întinse. Revoltele se manifestau prin ocuparea abuzivă a terenurilor agricole, urmate uneori de incendieri și violențe, jefuirea proprietăților mari, vânătoarea ilegală și defrișarea pădurilor. În zona Samara, țăranii și-au format propria lor republică, confiscând pământul și împărțind loturi agricole până în momentul în care trupele guvernamentale au pus capăt revoltei. Violență revoltelor diferea funcție de condițiile de viață mai bune sau mai rele ale țăranilor. Țaranii lipsiți de pământ din Livonia și Curlanda au atacat marile proprietăți și au incendiat ogoarele și conacele, în timp ce cei mai avuți din Grodno, Kovno și Minsk s-au manifestat mult mai puțin violent. În total, 3.228 de revolte au trebuit să fie înăbușite de armată, iar proprietarii de pământuri au suferit pierderi de 29.000.000 de ruble.
Partidele politice radicale din Rusia au intervenit rapid în sprijinul revoltelor țărănești. Au fort mai multe încercări de creare ale unui consiliu care să organizeze și să conducă acțiunile țăranilor, ceea ce a dus la apariția în mai a "Uniunii Țăranilor din Intreaga Rusie". Consiliul era format din delegați regionali și avea legături strânse cu Partidul Socialist Revoluționar, dar a eșuat să propună obiective realiste și coerente.
După evenimentele din 1905, revoltele țărănești au reizbucnit în 1906 și au durat până în 1908. Concesiunile guvernului au fost percepute ca sprijin pentru redistribuirea pământurilor, așa că au apărut atacuri împotriva marilor proprietari funciari, dar și asupra "nețăranilor", prin care aceștia erau forțați să fugă. Având credința că o redistribuire a pământurilor era iminentă, țăranii au hotărât să acționeze în avans, până la luarea deciziilor  oficiale. Aceste acțiuni au fost rapid și aspru reprimate.
Forma de luptă a muncitorilor a fost greva. Au izbucnit greve masive în Sankt Peterburg imediat după evenimentele din Duminica Sângeroasă, implicând aproximativ 400.000 de muncitori până la sfârșitul lunii ianuarie. Acțiunile protestatare s-au răspândit rapid în centrele industriale din Polonia, Finlanda și din Țările Baltice. În Riga, 80 de protestatari au fost uciși pe 13 ianuarie (stil vechi), iar, în Varșovia, după numai câteva zile, peste 100 de greviști au fost împușcați în timpul unei demonstrații. Până în februarie au mai fost greve în Caucaz și în aprilie în Urali și în zona adiacentă. În martie, toate instituțiile de învățământ superior au fost închise până la sfârșitul anului, făcându-i pe studenții radicali să se alăture muncitorilor greviști. Greva generală a feroviarilor din 8 octombrie (stil vechi) s-a transformat rapid în grevă generală în Moscova și Sankt Peterburg. Acestă grevă a dus la apariția Sovietului deputaților muncitorilor din Sankt Peterburg, o grupare aflată sub controlul menșevicilor, soviet care a organizat greva în peste 200 de fabrici. Până pe 13 octombrie (stil vechi), erau în grevă peste 2.000.000 de muncitori, iar activitatea pe căile ferate încetatse aproape total.

## Efecte
Guvernul a reacționat destul de repede. Țarul a sperat să nu fie obligat să facă nici o schimbare majoră și l-a demis pe Sviatopolk-Mirskii pe 18 ianuarie (stil vechi). După asasinarea rudei imperiale, Marele Duce Serghei Alexandrovici (4 februarie stil vechi), țarul a fost de acord cu anumite concesii. Pe 18 februarie (stil vechi), el a dat publicității "edictul Bulîghin", prin care promitea formarea unei adunări "consultative", toleranță religioasă, drepturi naționale și culturale pentru polonezi și scăderea chiriilor agricole ale țăranilor fără pământ. Aceste concesiuni nu au fost suficiente pentru restabilirea ordinei în țară, țarul fiind obligat să accepte pe 6 august (stil vechi) crearea Dumei consultative. Când au fost aduse la cunoștrința publicului slabele puteri ale Dumei și limitele impuse electoratului, revoltele au reizbucnit, culminând cu greva generală din octombrie.
Pe data de 14 octombrie (stil vechi) 1905, Witte și Alexis Obolenskii au redactat Proclamația din Octombrie, document pe care l-au prezentat țarului. Aici erau formulate pe scurt cererile Congresului zemstvelor din septembrie, care cerea acordarea de drepturi cetățenești, permisiunea de formare a partidelor politice, extinderea dreptului de vot (chiar până la sufragiul universal) și stabilirea Dumei ca organ central legiuitor. Țarul a mai așteptat trei zile, după care a semnat proclamația pe 17 octombrie (stil vechi)/ 30 octombrie (stil nou), dorind să evite un masacru, dar, pe de altă parte, dându-și seama că nu are suficiente forțe în capitală pentru înăbușirea revoltelor. El a regretat profund că a tebuit să semneze proclamația și a declarat că se "simte bolnav de rușine de această trădare a dinastiei".
Când a fost publicată proclamația, au izbucnit demonstrații spontane de sprijin în cele mai importante orașe ale imperiului. Grevele din capitală și din celelalte centre industriale s-au încheiat în mod oficial. Concesiunile au fost însoțite de acțiunile reînoite și brutale împotriva revoltelor. Au existat și reacții ale elementelor conservatoare ale societății, în special atacuri antievreiești – aproximativ cinci sute fiind uciși într-o singură zi în Odesa. Până și țarul a afirmat că 90% dintre revoluționari au fost evrei.
Revoltele s-au încheiat în decembrie cu un ultim spasm în Moscova. Între 5 decembrie și 7 decembrie (stil vechi), comitetul bolșevic a impus o grevă generală, amenințându-i pe spărgătorii de grevă. Guvernul a trimis trupe pe data de 7 decembrie și au început lupte de stradă. O săptămână mai târziu, regimentul Semenovskii a fost adus în zonă și a fost utilizată artileria pentru bombardarea cartierelor muncitorești. Pe 18 decembrie (stil vechi), după ce a au fost uciși aproximativ 1.000 de oameni și o bună parte a orașului a fost preschimbat în ruine, bolșevicii s-au predat. În cursul represaliilor care au urmat, numărul victimelor ucise sau bătute a rămas necunoscut.

## Urmări
Printre partidele politice nou formate sau intrate în legalitate au fost cel al intelectualilor liberali Partidul Constituțional Democratic (Kadeții), Grupul Muncii (Trudovik), Uniunea lui 17 octombrie (Octombriștii) și Uniunea Proprietarilor Agricoli.
Legile electorale au fost promulgate în decembrie 1905. Ele dădeau dreptul la vot cetățenilor de peste 25 ani, care alegeau prin colegiile electorale. Primele alegeri pentru Duma au avut loc în martie 1906 și au fost boicotate de socialiști, de eseri și de bolșevici. În prima Dumă au intrat 170 de kadeți, 90 de trudovici, 100 de reprezentanți fără partid ai țăranilor, 63 de naționaliști de diferite orientări și 16 octombriști.
În aprilie 1906, guvernul a prezentat proiectul noii constituții. Țarul era confirmat ca autocrat, având controlul total asupra guvernului, politicii externe, bisericii și forțelor armate. Rolul Dumei a fost schimbat, devenind camera inferiaoră a parlamentului bicameral, camera superioară fiind Consiliul de Stat numit de țar. Proiectele legislative, pentru a căpăta putere de lege, trebuiau aprobate în ordine de Dumă, Consiliul de Stat și de țar. Numai în condiții excepționale, guvernul putea ocoli discutarea în Parlament a proiectelor de legi. Tot în aprilie, după ce a negociat un împrumut de 900 de milioane de ruble pentru echilibrarea finanțelor imperiului, Serghei Witte și-a dat demisia. Se pare că țarul își pierduse încrederea în omul politic, perceput în acele vremuri ca "ultimul și cel mai de frunte politician al Imperiului Rus". Witte a fost înlocuit cu un slujbaș loial palatului, Ivan Goremîkin.
Pentru că cerea liberalizarea în continuare a vieții politice și pentru că ajunsese să fie o tribună a agitatorilor, țarul a desființat prima Dumă în iulie 1906. În ciuda speranțelor kadeților și a temerilor guvernamentale, nu au apărut reacții populare violente în țară. Totuși, după o tentativă eșuată de asasinare a lui Piotr Stolîpin, au fost înființate tribunale excepționale care să judece rapid teroriștii. În următoarele opt luni peste o mie de persoane au fost spânzurate, lațul călăului ajungând să fie poreclit "cravata lui Stolîpin".
De fapt, țara a rămas neschimbată, puterea politică a rămas în mâinile țarului, iar bogăția și moșiile în cele ale nobililor. Înființarea Dumei, ca și desființarea ei, a reușit să dezbine grupurile revoluționare. După ce conducătorii revoluționarilor au fost întemnițați sau trimiși în exil, camarazii lor rămași în libertate nu au știut ce să aleagă: să candideze sau nu pentru Dumă? Despărțirile și diviziunile interne i-a menținut dezorganizați și lipsiți de putere pe radicali până în timpul primului război mondial.

### Finlanda
În Marele Ducat al Finlandei, greva generală din 1905 a dus la desființarea Dietei Finlandei și la înființarea Parlamentului Finlandei. Evenimetele anului 1905 au dus și la oprirea temporară a politicii de rusificare a Finlandei începute în 1899.